# Championnat de Belgique de football de deuxième division 1927-1928
Navigation
saison précédente saison suivante
Le Championnat de Belgique de football D2 1927-1928 est la quatorzième édition du championnat de Division 1 (D2) belge. 
Le prestige de la compétition est rehaussé puisque désormais ce 2e niveau est supérieur à la Promotion créée en 1926-1927.
La bagarre pour les deux places montantes concerne essentiellement trois clubs. Le Football Club Malinois enlève son 2e titre en "D2" devant le Royal Tilleur Football Club, qui devance d'un point le second club lierrois, le  Turn en Sport Vereniging Lyra.
En bas de tableau, Voetbalvereniging Oude God Sport et Fléron Football Club sont rapidement décrochés. Le Royal Courtrai Sport ne peut rejoindre le Royal Club Sportif Verviétois et les accompagne à l'étage inférieur.

## Clubs participants
Quatorze clubs prennent part à cette édition, soit le même nombre que lors de la saison précédente. 
| #  | Nom                                | Mat. | Ville        | Stades                        | En D2 depuis    | Total en D2 | S. précédente         |
| -- | ---------------------------------- | ---- | ------------ | ----------------------------- | --------------- | ----------- | --------------------- |
| 1  | Football Club Malinois             | 25   | Malines      | Achter de Kazerne             | 1927-1928 (1re) | 11 saisons  | Div. d'Honneur 13e    |
| 2  | Cercle Sportif La Forestoise       | 51   | Forest       | staqde communal               | 1927-1928 (1re) | 5 saisons   | Div. d'Honneur 14e    |
| 3  | Royal Club Sportif Verviétois      | 8    | Verviers     | ??                            | 1926-1927 (2e)  | 6 saisons   | 7e                    |
| 4  | Roya Tilleur Football Club         | 21   | Ougrée       | stade du Pont d'Ougrée        | 1926-1927 (2e)  | 13 saisons  | 3e                    |
| 5  | White Star Woluwe Athletic Club    | 47   | Woluwe-St-L. | rue de Kelle                  | 1925-1926 (3e)  | 5 saisons   | 10e                   |
| 6  | Royal Football Club Liégeois       | 4    | Rocourt      | stade Vélodrome               | 1924-1925 (4e)  | 11 saisons  | 5e                    |
| 7  | Royal Uccle Sport                  | 15   | Uccle        | chaussée de Neerstalle        | 1923-1924 (5e)  | 10 saisons  | 4e                    |
| 8  | Lyra Turn en Sportvereniging       | 52   | Lierre       | Lyrastadion, Mechelsesteenweg | 1913-1914 (10e) | 10 saisons  | 9e                    |
| 9  | Voetbal Vereeniging Oude God Sport | 68   | Mortsel      | ??                            | 1923-1924 (5e)  | 5 saisons   | 11e                   |
| 10 | Boom Football Club                 | 58   | Boom         | ??                            | 1924-1925 (4e)  | 5 saisons   | 8e                    |
| 11 | Football Club Turnhout             | 148  | Turnhout     | ??                            | 1925-1926 (3e)  | 3 saisons   | 6e                    |
| 12 | Courtrai Sports                    | 19   | Courtrai     | ??                            | 1927-1928 (1re) | 9 saisons   | 1re Promotion Série A |
| 13 | Cercle Sportif Tongrois            | 73   | Tongres      | ??                            | 1927-1928 (1re) | 2 saisons   | 1re Promotion Série B |
| 14 | Fléron Football Club               | 33   | Fléron       | ??                            | 1927-1928 (1re) | 3 saisons   | 1re Promotion Série C |

### Locdalisations
| \| Bruxelles · Uccle Sport · White Star AC · CS La Forestoise Liège · FC Liègeois · Tilleur FC · + · Fléron FC Turnhout Oude God Lyra FC Malinois Boom FC Bruxelles Courtrai Sp. CS Tongrois Liège CS Verviétois \| Localisation des clubs engagés en Division 1 1927-1928 |
| Bruxelles · Uccle Sport · White Star AC · CS La Forestoise Liège · FC Liègeois · Tilleur FC · + · Fléron FC Turnhout Oude God Lyra FC Malinois Boom FC Bruxelles Courtrai Sp. CS Tongrois Liège CS Verviétois                                                              |

### Localisation des clubs bruxellois
Les 3 cercles bruxellois sont :
 (8) CS La Forestoise
(9) Uccle Sport
(14) White Star AC

### Localisation des clubs liégeois + Fléron
Les 3 cercles liégeois sont :
(1) FC Liégeois
(11) R. Tilleur FC
+
(19) Fléron FC

## Classement
- Le nom des clubs est celui employé à l'époque

Légende
- Champion & Promu en Division d'Honneur
- 2e montant en Division d'Honneur
- Relégation en Promotion (D3)

Abréviations
 : Relégué de Division d'Honneur 1926-1927

 : Promus de Promotion 1926-1927
| Rang | Équipe               | Pts | J  | G  | N | P  | Bp  | Bc  | Diff |
| ---- | -------------------- | --- | -- | -- | - | -- | --- | --- | ---- |
| 1    | FC MALINOIS          | 39  | 26 | 17 | 5 | 4  | 100 | 35  | +65  |
| 2    | R. Tilleur FC        | 38  | 26 | 17 | 4 | 5  | 72  | 39  | +33  |
| 3    | TSV Lyra             | 37  | 26 | 16 | 5 | 5  | 83  | 43  | +40  |
| 4    | R. FC Liégeois       | 30  | 26 | 13 | 4 | 9  | 48  | 50  | -2   |
| 5    | Boom FC              | 29  | 26 | 12 | 5 | 9  | 59  | 67  | -8   |
| 6    | CS La Forestoise     | 28  | 26 | 11 | 6 | 9  | 67  | 69  | -2   |
| 7    | R. Uccle Sport       | 27  | 26 | 12 | 3 | 11 | 68  | 60  | +8   |
| 8    | White Star Woluwé AC | 24  | 26 | 9  | 6 | 11 | 57  | 57  | 0    |
| 9    | CS Tongrois          | 24  | 26 | 9  | 6 | 11 | 55  | 68  | -13  |
| 10   | FC Turnhout          | 22  | 26 | 9  | 4 | 13 | 49  | 53  | -4   |
| 11   | R. CS Verviétois     | 22  | 26 | 9  | 4 | 13 | 50  | 69  | -19  |
| 12   | R. Courtrai Sport    | 20  | 26 | 7  | 6 | 13 | 47  | 61  | -14  |
| 13   | VV Oude God Sport    | 15  | 26 | 5  | 5 | 16 | 49  | 78  | -29  |
| 14   | Fléron FC            | 9   | 26 | 4  | 1 | 21 | 50  | 105 | -55  |

## Récapitulatif de la saison
- Champion : FC Malinois (2e titre en D2)
- Quatrième titre de "D2" pour la Province d'Anvers.

- Deuxième promu: R. Tilleur FC.

| Région flamande (7)             | Région flamande (7) | Province de Brabant (3)      | Province de Brabant (3) | Région wallonne (4)    | Région wallonne (4) |
| ------------------------------- | ------------------- | ---------------------------- | ----------------------- | ---------------------- | ------------------- |
| Province d'Anvers               | 5                   | Région de Bruxelles-Capitale | 3                       | Province de Hainaut    | 0                   |
| Province de Flandre-Occidentale | 1                   | Province du Brabant flamand  | 0                       | Province de Liège      | 4                   |
| Province de Flandre-Orientale   | 0                   | Province du Brabant wallon   | 0                       | Province de Luxembourg | 0                   |
| Province de Limbourg            | 1                   |                              |                         | Province de Namur      | 0                   |

1. ↑  Au niveau footballistique, la province de Brabant est toujours unitaire malgré sa partition territoriale en 1995.

## Montée / Relégation
Le FC Mainois, douze mois après avoir été relégué, et le R. Tilleur FC sont promus en Division d'Honneur.
Courtrai Sport, VV Oude God Sport et le Fléron FC sont relégués en Promotion. Ces trois clubs cèdent leur place à l'AS Renaisienne, au Vilvorde FC et à Tubantia FAC.

## Début en D2
Aucun club ne joue pour la première fois en D2 lors de cette saison.